# Jalgaon (huyện)
Huyện Jalgaon là một huyện thuộc bang Maharashtra, Ấn Độ. Thủ phủ huyện Jalgaon đóng ở Jalgaon. Huyện Jalgaon có diện tích 11765 ki lô mét vuông. Đến thời điểm năm 2001, huyện Jalgaon có dân số 3679936 người.